# Брунув (Польковицький повіт)
Брунув (пол. Brunów, нім. Braunau) — село в Польщі, у гміні Хоцянув Польковицького повіту Нижньосілезького воєводства.
Населення — 496 осіб (2011).
У 1975-1998 роках село належало до Легницького воєводства.

## Демографія
Демографічна структура станом на 31 березня 2011 року:
|          | Загалом | Допрацездатний вік | Працездатний вік | Постпрацездатний вік |
| -------- | ------- | ------------------ | ---------------- | -------------------- |
| Чоловіки | 241     | 52                 | 171              | 18                   |
| Жінки    | 255     | 57                 | 156              | 42                   |
| Разом    | 496     | 109                | 327              | 60                   |